# Niffer
Niffer je občina v departmaju Haut-Rhin francoske regije Alzacija.
Leta 1990 je v občini živelo 614 oseb oz. 70 oseb/km².